# NGC 4585
NGC 4585 ist eine Spiralgalaxie vom Hubble-Typ Sab im Sternbild Haar der Berenike am Nordsternhimmel. Sie ist schätzungsweise 326 Millionen Lichtjahre von der Milchstraße entfernt und hat einen Durchmesser von etwa 70.000 Lichtjahren.
Im selben Himmelsareal befindet sich u. a. die Galaxie IC 3598.
Das Objekt wurde am 21. April 1865 vom deutsch-dänischen Astronomen Heinrich Louis d’Arrest entdeckt.